# Holidays in Europe (The Naughty Nought)
Holidays in Europe (The Naughty Nought), lanzado en enero de 1986 en formato LP fue el quinto álbum de KUKL, una banda islandesa que combinaba el rock, punk, jazz y música más experimental. En KUKL se encontraba la solista Björk.
El tema del diseño de arte está basado en el título The Naughty Nought (El Cero Travieso), es decir, el cero que a la potencia por sí mismo da como resultado la unidad (0^0 = 1), la filosofía dentro del folleto es que nada por sí mismo puede crear algo.

## Lista de canciones
Lado A
1. Outward Flight (Psalm 323)
2. France (A Mutual Thrill)
3. Gibraltar (Copy Thy Neighbour)
4. Greece (Just By The Book)

Lado B
1. England (Zro)
2. Holland (Latent)
3. Aegean (Vials Of Wrath)
4. The Homecoming (The Night)

## Músicos
KUKL estaba integrado por:
- Vocalista: Björk Guðmundsdóttir.
- Vocalista y trompeta: Einar Örn Benediktsson.
- Guitarra eléctrica: Guðlaugur Kristinn Óttarsson.
- Bajo: Birgir Mogensen.
- DX7 y piano: Einar Arnaldur Melax.
- Batería: Sigtryggur Baldursson.

### Participación adicional
- Jamil Sairah: vocalista adicional en “Zro”.
- Sirgurjón Birgir Sigurðsson (Sjón): participó en el diseño de arte del folleto, pero su trabajo fue reemplazado por Einar Örn y Crass.

## Equipo de producción
- Ingeniería: Mel Jefferson.
- Producción: Penny Lapsang Rimbaud.
- Relanzamiento: Smekkleysa/Bad Taste en 2002.

### Producción
Grabado y mezclado en Southern Studios, Londres, entre octubre de 1984 y octubre de 1985.